# Les Indiens
Les Indiens est un groupe de stoner rock psychédélique canadien, originaire de Québec, au Québec.

## Biographie
Formé en 2012, le groupe est composé de Guillaume « Lwazo » Sirois à la guitare et au chant, Michel Groleau à la basse, Alex Beaulieu au clavier et Pascal Asselin à la batterie. L'intention du groupe est de combiner à une musique Stoner rock chantée en français des influences de groupe psychédéliques comme Hawkwind et de la musique des Premières nations, d'où le nom Les Indiens. Sirois découvre la musique autochtone en grandissant dans la même maison qu'une famille innue. Groleau en fait la découverte au contacts de membre de la communauté inuit près de la mine Meadowbank au Nunavut. Le groupe privilégie l'enregistrement analogique et l'utilisation de vieux matériel afin d'obtenir un son similaire à celui de Black Sabbath dans les années 1970. 
La formation fait paraître Ed, en référence à en mars 2012. Ce EP tient son nom du joueur de hockey Ed Belfour et a la particularité de ne pas être vendu sous format physique. Le groupe vend plutôt une rondelle de hockey accompagnée d'un code pour télécharger les quatre morceaux. Deux d'entre eux se retrouvent l'année suivante sur l'album Crâne. Celui-ci est enregistré à Montréal au studio Breakglass avec Jace Lacek du groupe The Besnard Lakes aux manettes. 
Les Indiens retrouvent Jace Lacek a l'été 2013 au Wild Studio à Saint-Zénon pour enregistrer le single Tomahawk Chopper. L'enregistrement est mixé et mastérisé par Pierre Rémillard, guitariste du groupe Obliveon et propriétaire du studio. Le groupe se produit quelques semaines avant aux FrancoFolies de Montréal et au Festival d'été de Québec. 
Il est prévu qu'un EP soit enregistré en janvier 2014 en Californie sous la supervision de Dave Catching,. L'annonce ne donne finalement pas suite. La formation enregistre une pré-prod de quatre morceaux au printemps, mais trois de ceux-ci son jetés. La seule parution des Indiens en 2014 est la reprise, traduite en français, de la chanson Tipatshimun du groupe Kashtin. L'enregistrement a de nouveau lieu au studio Breakglass avec Jace Lacek. 
Le quatuor reste à Québec pour enregistrer son second album. La production est cette fois réalisée par Guillaume Chiasson, du duo Ponctuation, à l'aide du console TASCAM huit pistes. Shaman UFO sort en avril 2016. Le concept éponyme de l'album est basé sur une idée proposé par Pascal Asselin à ses trois collègues. L'opus est dans l'ensemble plus lourd que son prédécesseur. Au lieu d'être précomposées individuellement par Guillaume Sirois et Michel Groleau, les chansons sont composées collectivement lors des répétitions. L'album se retrouve en nomination à la onzième édition du GAMIQ dans la catégorie Album ou EP métal de l'année.
Le groupe annonce en 2019 tirer sa révérence et donner un dernier concert dans le cadre du festival Les nuits psychédéliques de Québec au mois d'avril. Les membres n'ont plus le temps de jouer ensemble.

## Autres projets des membres
Guillaume Sirois est directeur du Festival OFF de Québec et a été participant à l'émission Un souper presque parfait. Il a été dans un groupe de rap nommé CEA  et joue de la basse dans Gäz un groupe mixant Stoner et Hardcore. Pascal Asselin fait de la musique électronique sous le nom de Millimetrik.

## Discographie

### Albums studio
- 2013 : Crâne
- 2016 : Shaman UFO

### EP
- 2012 : ED

### Singles
- 2013 : Tomahawk Chopper
- 2014 : La chanson du diable